# Podosphaeraster pulvinatus
Podosphaeraster pulvinatus is een zeester uit de familie Podosphaerasteridae.
De wetenschappelijke naam van de soort werd in 1980 gepubliceerd door Rowe & Nichols.